# Luis Gutiérrez Oropeza
José Luis Gutiérrez Oropeza (Puebla de Zaragoza, 12 de julio de 1919-Ciudad de México, 19 de marzo de 2007) fue un militar mexicano. Fue jefe del Estado Mayor Presidencial durante el sexenio del presidente Gustavo Díaz Ordaz entre 1964 y 1970. Es señalado como responsable de apostar francotiradores en la Plaza de las Tres Culturas de Tlatelolco el 2 de octubre de 1968 y creador del grupo paramilitar que engendraría al grupo Los Halcones.

## Biografía
Nació en Puebla de Zaragoza el 12 de julio de 1919, fue conocido por la clase política de su época como El Poblano, Graduado del Heroico Colegio Militar como segundo teniente de artillería en julio de 1942. Cursó el diplomado en personal y comando en la Escuela Superior de Guerra entre 1946 y 1949. Ayudante del Secretario de Gobernación Gustavo Díaz Ordaz de 1958 a 1963, responsable de la seguridad del Candidato a la presidencia de México durante la campaña de 1964 y posteriormente Jefe del Estado Mayor Presidencial del periodo 1964 a 1970. Director general del Departamento de Industria Militar de la Secretaría de la Defensa Nacional. Embajador de México en Portugal de 1970 a 1973.

## Condecoraciones
- Octubre de 1965: Condecoración entregada por el Rey de Bélgica.[4]
- Enero de 1966: Condecoración entregada por el gobierno de Guatemala.[5]
- Enero de 1966: Condecoración entregada por el gobierno de El Salvador.[5]
- Enero de 1966: Condecoración entregada por el gobierno de Honduras.[5]
- Enero de 1966: Condecoración entregada por el gobierno de Nicaragua.[5]
- Noviembre de 1966: Condecoración entregada por el gobierno de la República Federal de Alemania.[6]
- Enero de 1970: Condecoración entregada por el gobierno de Guatemala.[7]

## 2 de octubre de 1968 y Guerra Sucia
El secretario de la Defensa Nacional, Marcelino García Barragán, señaló que Luis Gutiérrez Oropeza es el responsable en apostar cuando menos 10 francotiradores en los edificios contiguos a la Plaza de las Tres Culturas a los cuales dio la orden de disparar contra los asistentes, el responsable de comandar esa operación fue Carlos Humberto Bermúdez Dávila entonces responsable de la sección segunda del Estado Mayor Presidencial. El testimonio fue recuperado por Julio Scherer y Carlos Monsiváis en el libro Parte de Guerra.
En el año de 2001 el general retirado, Luis Gutiérrez Oropeza aceptó que le propuso a Díaz Ordaz la creación de un cuerpo paramilitar para que se respondiera a los problemas por presentarse, ser el artífice de la formación de un grupo paramilitar dedicado a la vigilancia y protección de las instalaciones del Metro de la Cd. de México y de la infraestructura eléctrica e hidráulica de la Ciudad de México. El grupo inicialmente fue denominado Zorro y posteriormente devendría en el grupo paramilitar Los Halcones.

## Publicaciones
Es autor de dos libros: 
Gustavo Díaz Ordaz, el hombre, el gobernante, México, Gustavo de Anda ed., 1988, 100 pp. 
La realidad de los acontecimientos de 1968, México, 1996, 153 pp.  